# Pomnik

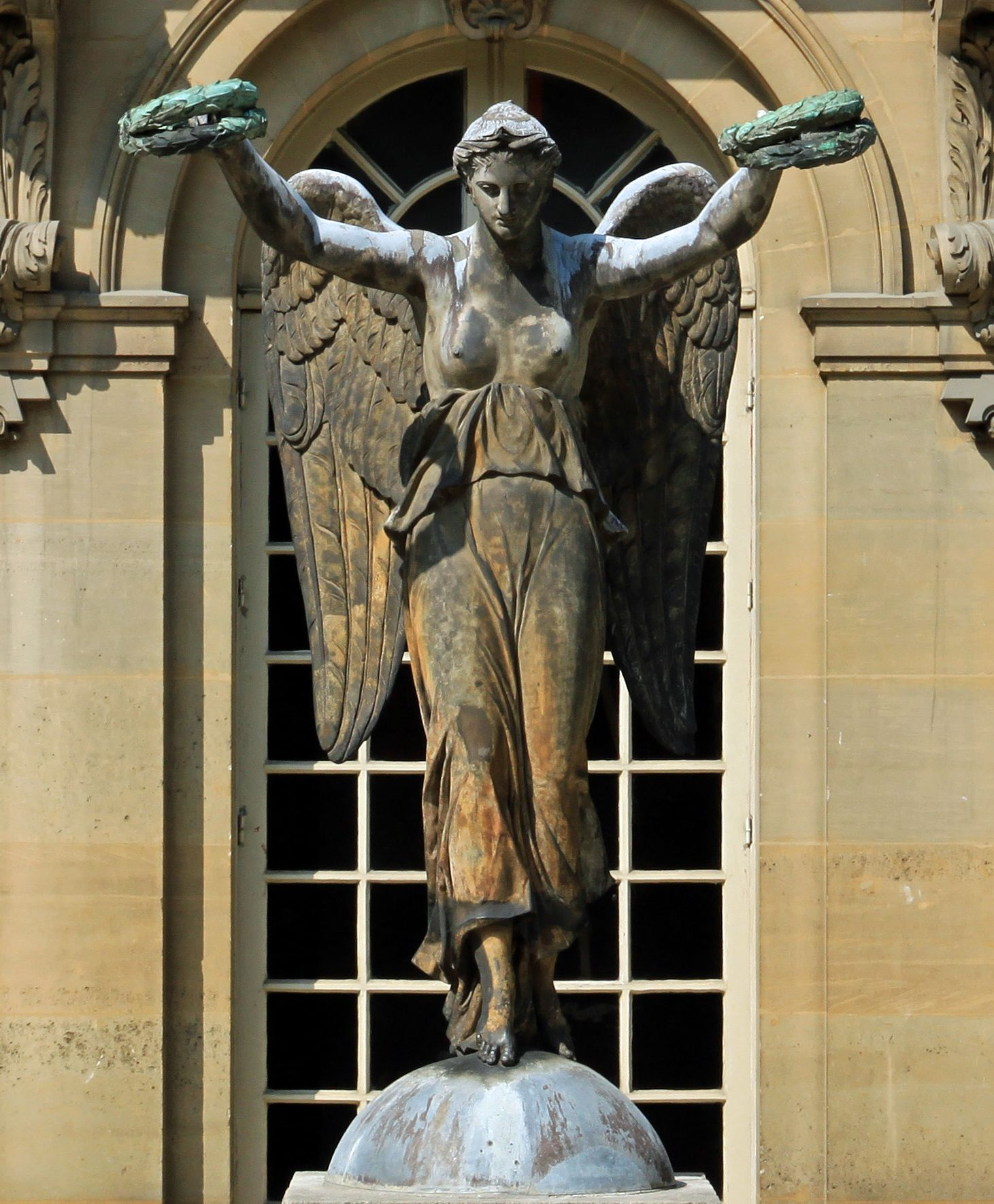
Statua bogini Wiktorii (1808) w Muzeum Carnavalet w Paryżu upamiętnia zwycięstwa Napoleona

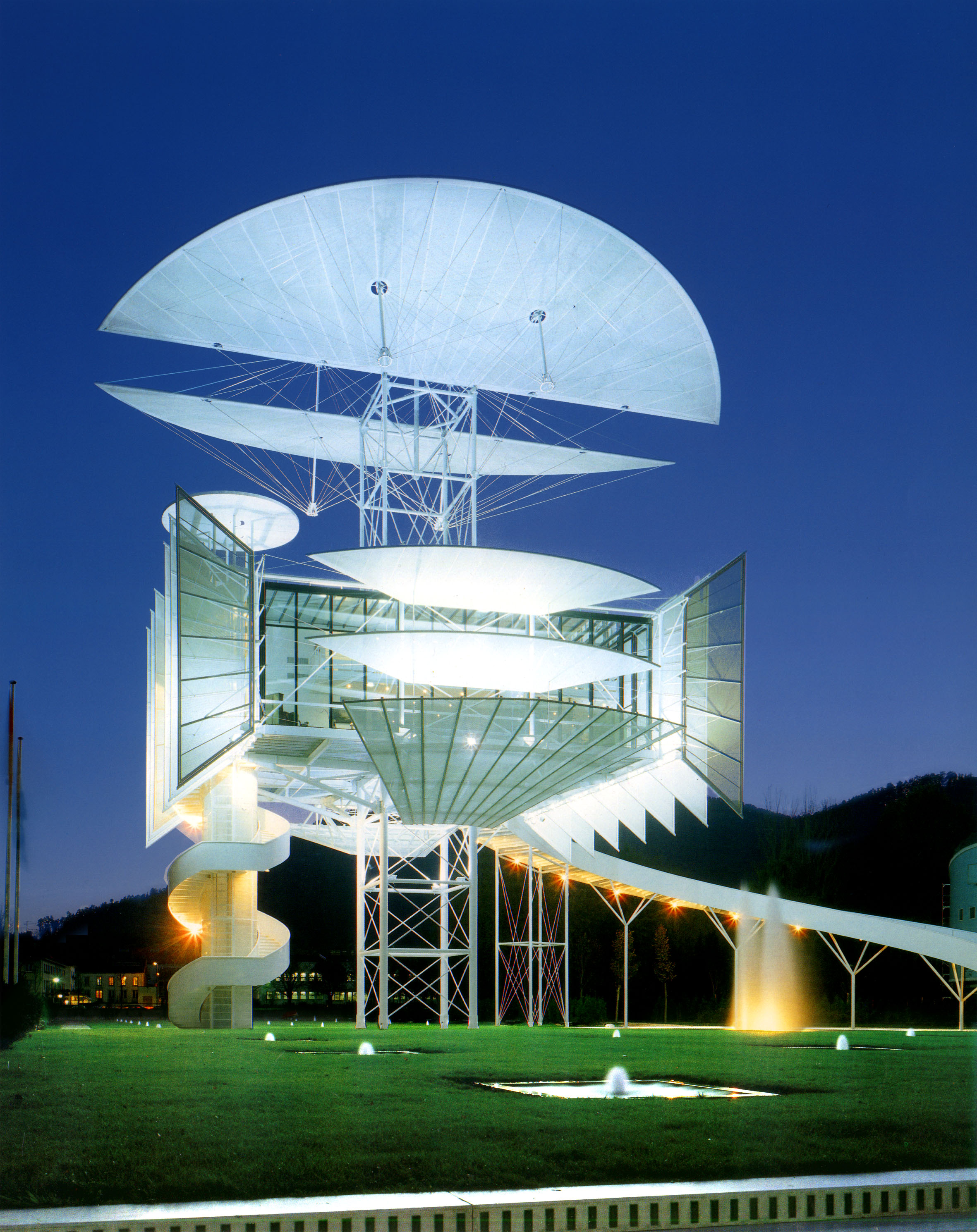
Wieża Wolności, Nicolas Normier i Jean-Marie Hennin, Saint-Dié (pomnik postmodernistyczny, powstał w Paryżu z okazji 200. rocznicy wybuchu rewolucji francuskiej)

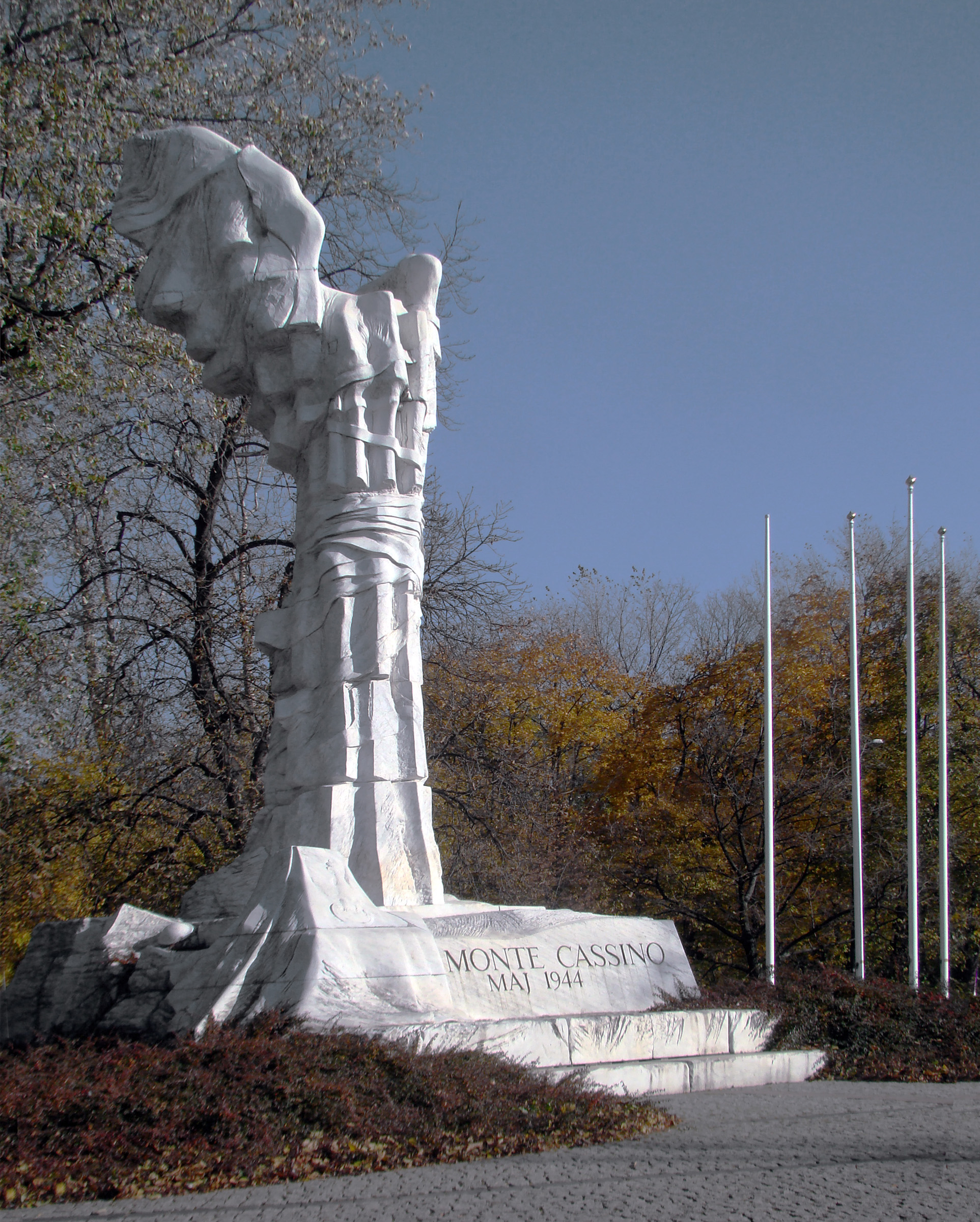
Marmurowy Pomnik Bitwy o Monte Cassino w Warszawie (1999) był inspirowany starożytną rzeźbą Nike z Samotraki

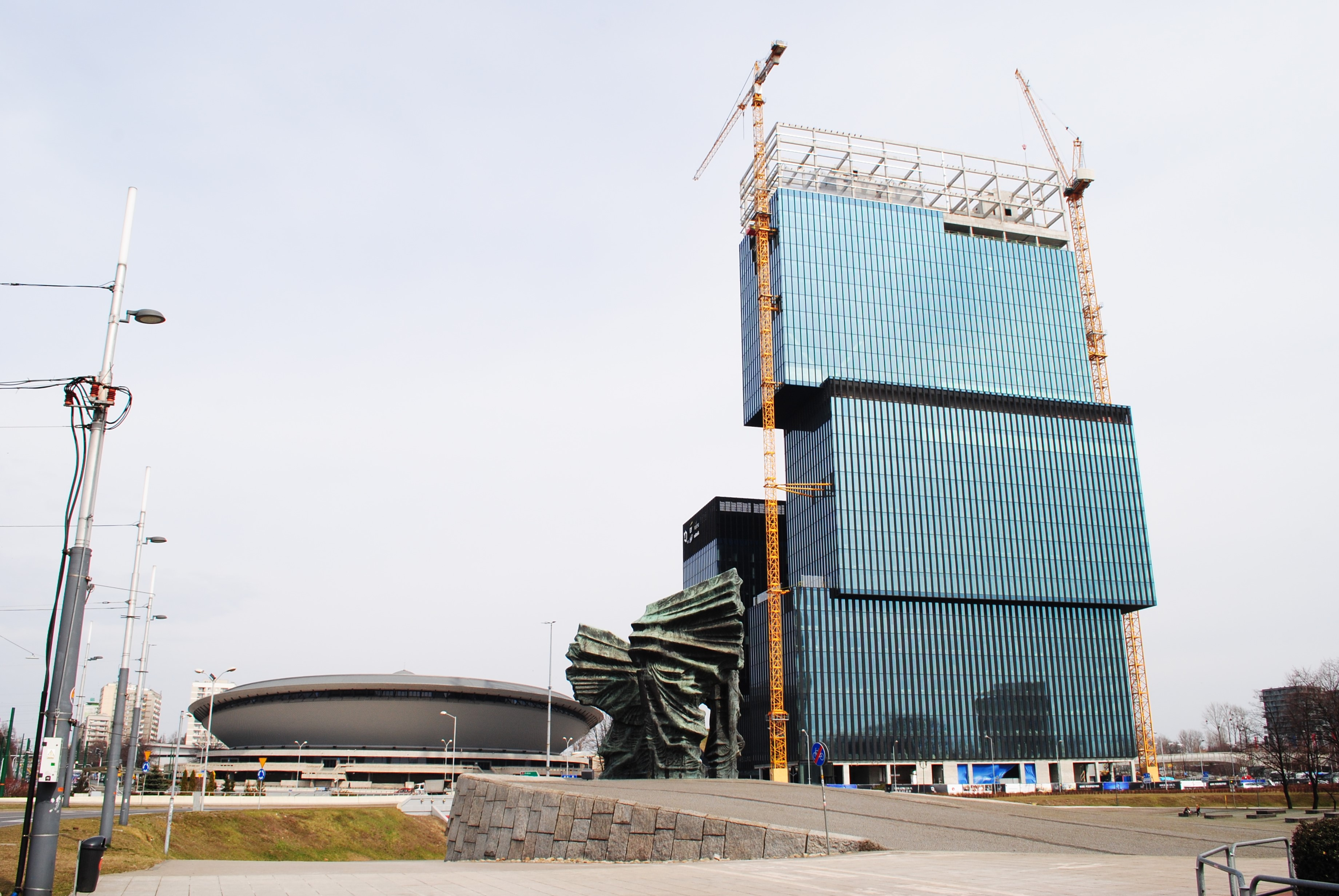
Pomnik Powstańców Śląskich w otoczeniu architektonicznym w Katowicach

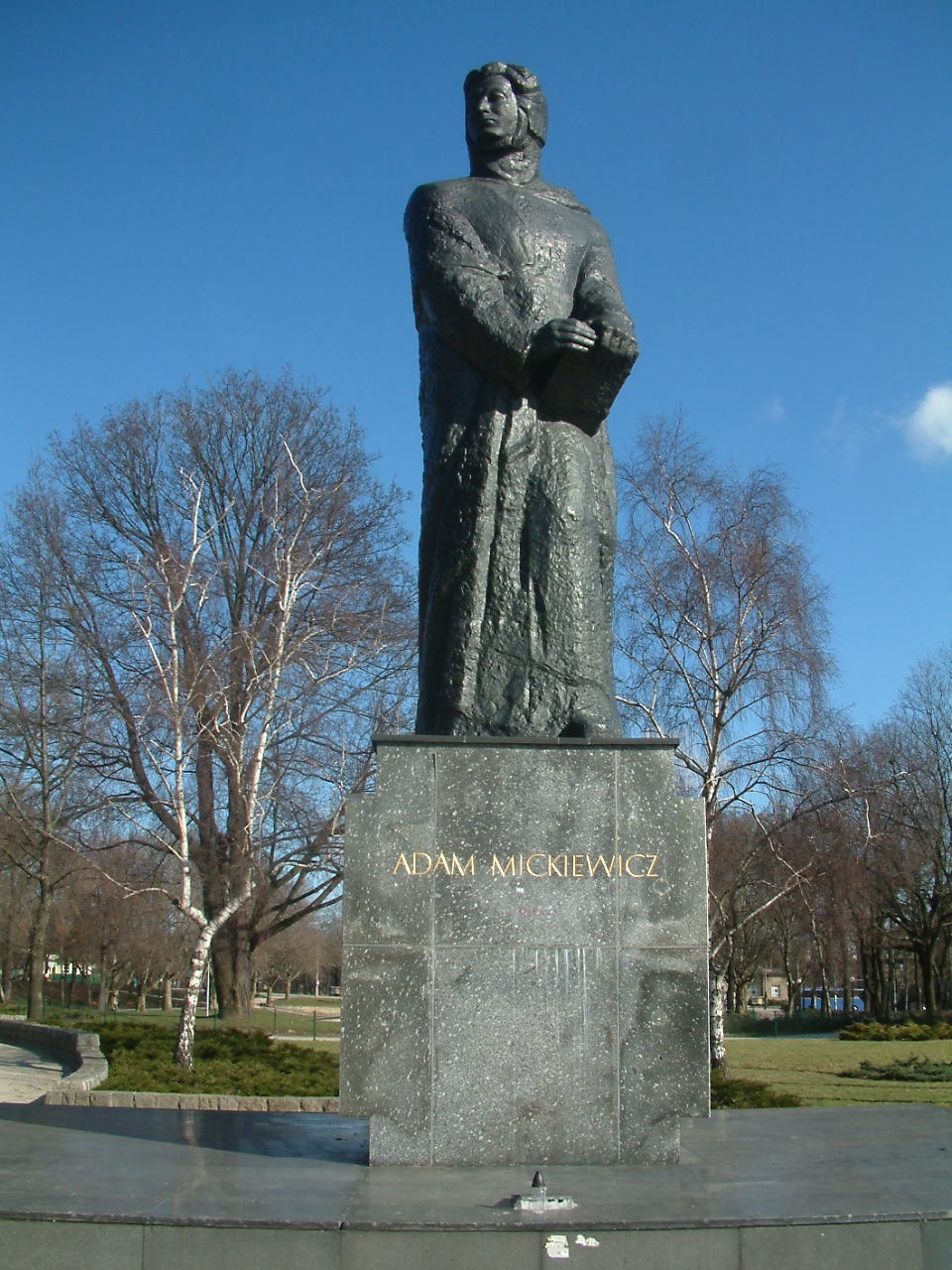
Pomnik Adama Mickiewicza w Poznaniu

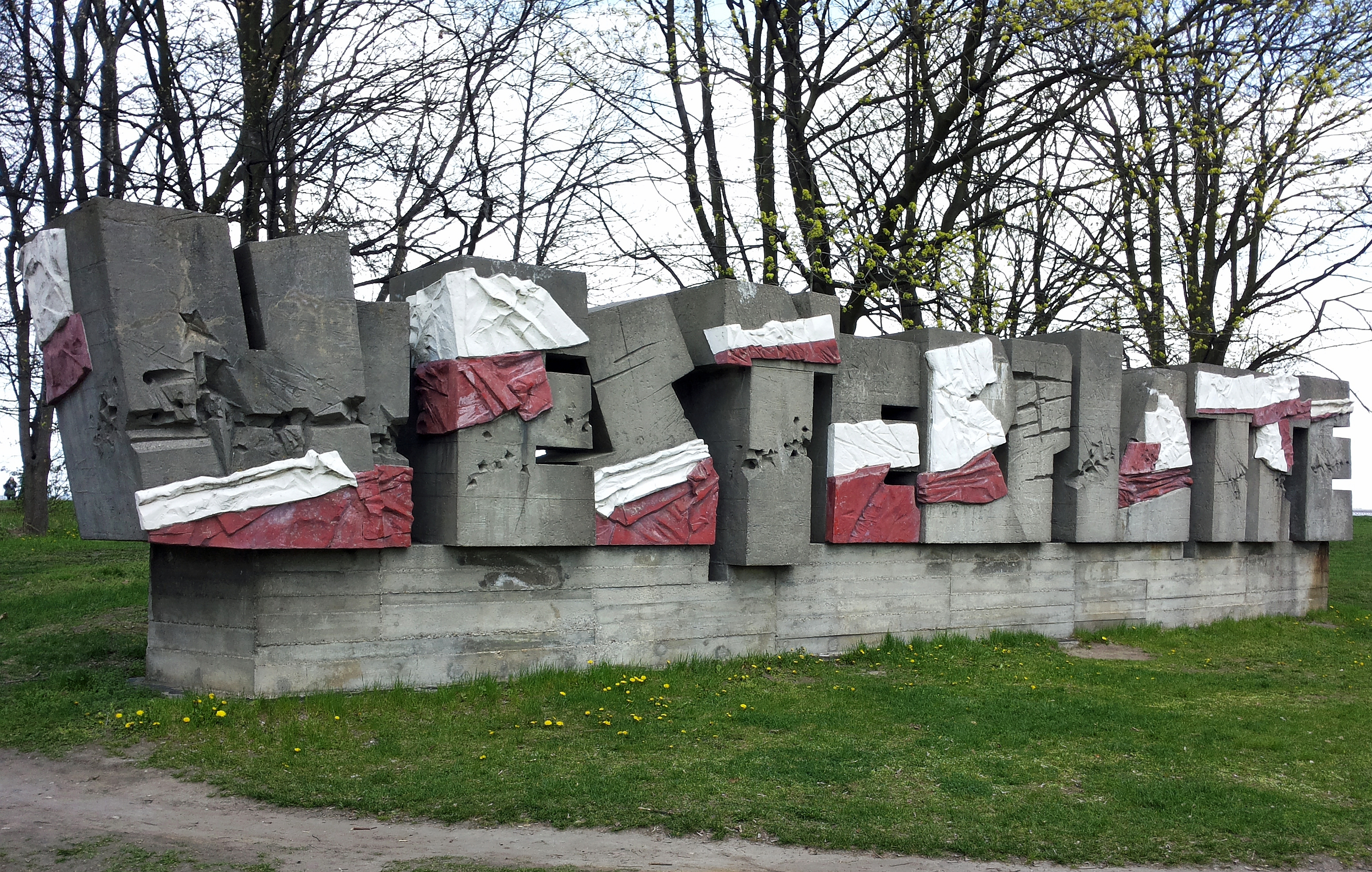
Brutalistyczny pomnik Westerplatte w Gdańsku, Franciszek Duszeńko, 1966

Pomnik – dzieło rzeźbiarskie lub rzeźbiarsko-architektoniczne, posąg, kamień pamiątkowy, obelisk, płyta itp., wzniesione dla upamiętnienia osoby lub zdarzenia historycznego.

## Znaczenie i pochodzenie słowa
Nazwa „pomnik” wywodzi się od staropolskiej formy słowa „pamiętać” – „pomnieć” i oznacza miejsce upamiętniające wydarzenie bądź osobę. Pomnikiem nazywane są także:
- krzyż, płyta lub tablica z napisem, stawiane na grobie (nagrobek, pomnik nagrobny)[3];
- coś, co ma wartość historyczną, naukową, estetyczną, i co jest reprezentatywne dla swojej dziedziny, epoki (pomnik historii);
- przedmiot będący symbolem lub świadectwem czegoś (np. upływającego czasu – w tym znaczeniu będzie występował pomnik przyrody)[4].

Forma pomnika może być różna – najczęściej jest to posąg lub grupa rzeźb na cokole, mogą być nim jednak również kolumna, obelisk, naturalny głaz – kamień pamiątkowy, a nawet sztucznie usypane wzgórze (kopiec), budynek lub pojazd wojskowy (czołg – pomnik). Niekiedy funkcję „żywego pomnika” spełniają także drzewa (np. tzw. dęby pamięci, w ostatnich latach w Polsce najczęściej w kontekście Jana Pawła II, Katynia lub katastrofy smoleńskiej).

## Historia
Podstawowe typy pomników rozwinęły się już w starożytności. Najbardziej charakterystycznymi ich odmianami wyrastającymi z dziedzictwa kultury greko-rzymskiej są pomnik konny i kolumna. Najczęstsze w antyku były wolno stojące rzeźby figuralne (stojące lub siedzące), o istniejących niekiedy równolegle funkcjach memoratywnych i kultowych. W średniowieczu znaczenie pomnika zostało zredukowane: figury mające częściowe znaczenie memoratywne obecne są wówczas niemal wyłącznie we wnętrzach kościołów (np. tzw. „Jeździec Bamberski”).
Wraz z odrodzeniem następuje powrót do wzorców antycznych. W Italii pojawiają się liczne pomniki konne w formie publicznej, wolno stojącej figury na wysokim cokole (Gattamelata autorstwa Donatella oraz Colleoni wyrzeźbiony przez Verrocchia), jak również stojące, sławiące wielkich wodzów i władców. Powszechne stają się pomniki papieskie, przede wszystkim w Państwie Kościelnym i podległych mu miastach. Odradzają się memoratywne kolumny, niekiedy z posągiem na szczycie (np. Kolumna Zygmunta III Wazy). Stopniowo, w epoce baroku, pomniki uzyskują rozbudowane formy, zwłaszcza poprzez wzbogacanie warstwy cokołu o dodatkowe rzeźby, mające najczęściej rozbudowane znaczenia symboliczne. Schemat pomnika składającego się z rzeźby ustawionej na cokole utrwala XIX wiek.
W końcu modernizm zrywa z tą tradycyjną formą, co objawiło się m.in. w redukcji postumentu (patrz np.: pomniki realizowane przez Auguste Rodina). W formie rzeźb i samych pomników odbijały się częściowo kolejne kierunki (kubizm, futuryzm), dużo więcej nowych treści i sposobów interpretacji rzeźby dał konstruktywizm, dzięki któremu możliwe były propozycje kolejnych dekad, w szczególności lat 50. i 60. XX wieku.
Lata powojenne przyniosły zmiany w rozumieniu pomnika, który przekroczył granice bryły, zaczął „wchłaniać” przestrzeń i samego obserwatora (jako ważne można wskazać koncepcję formy otwartej Oskara Hansena i późniejsze doświadczenia pomników upamiętniających wojnę w Wietnamie i Holokaust – w szczególności monumentem takim jest pomnik autorstwa Petera Eisenmana w Berlinie). Ważniejsze rodzime realizacje pomnikowe wpisujące się w te trendy to: Pomnik Powstańców Śląskich Gustawa Zemły w Katowicach, Pomnik Ofiar Majdanka w Lublinie Wiktora Tołkina czy Pomnik Pomordowanych w Treblince Adama Haupta i Franciszka Duszenki. Za sprawą m.in. Władysława Hasiora w pomniki wprzęgnięte zostały żywioły – ogień, wiatr, woda (np. „Ogniste Ptaki” w Szczecinie, „Organy” w Czorsztynie czy „Prometeusz Rozstrzelany” w Zakopanem).
W okresie III Rzeczypospolitej można obserwować kilka charakterystycznych tendencji związanych z pomnikami. Duże grupy tematyczne stanowią pomniki Jana Pawła II, pomniki Armii Krajowej i Żołnierzy Wyklętych oraz pomniki upamiętniające zbrodnię katyńską (coraz częściej w powiązaniu z katastrofą w Smoleńsku). Coraz więcej powstaje pomników związanych z lokalnymi dziejami (np. nieznanymi szerzej osobowościami historycznymi), jak również legendami – nierzadko tworzonymi na potrzeby przemysłu turystycznego (przypadek wrocławskich krasnali).

## Spontaniczna instalacja i likwidowanie pomników
W historii znane są przypadki spontanicznego i nielegalnego instalowania pomników przeciwko istniejącemu reżimowi totalitarnemu cenzurującemu prawdę historyczną np. montaż społecznego pomnika katyńskiego w Warszawie w komunistycznej Polsce Ludowej w 1981, dotyczącego zbrodni komunistycznej dokonanej w ZSRR.
Z uwagi m.in. na zmiany polityczne i społeczne w wielu krajach np. z powodu zmiany ustroju z komunizmu na kapitalizm zdarzają się przypadki likwidowania z przestrzeni publicznej obecnych w niej pomników. Zjawiska takie obserwować można m.in. w Polsce, a także na Ukrainie czy w Stanach Zjednoczonych.

## Wybrana literatura
- Antkowiak Z., Pomniki Wrocławia, Wrocław 1985.
- Bartoszewski J., Miejsca pamięci narodowej, pomniki idei niepodległościowych, Koszalin 1998.
- Figuła-Czech J., Między ideą a realizacją. Poznańskie pomniki po 1989 roku, „Kronika Miasta Poznania” 2001, z 2.
- Gębczyńska-Janowicz A., Polskie założenia pomnikowe. Rola architektury w tworzeniu miejsc pamięci od połowy XX wieku, Warszawa 2010.
- Goliński E., Pomniki Poznania, Poznań 2001.
- Grzesiuk-Olszewska I., Polska rzeźba pomnikowa w latach 1945-1990, Warszawa 1995.
- Grzesiuk-Olszewska I., Warszawska rzeźba pomnikowa, Warszawa 1993.
- Grzybowska P., Pomniki Piotrkowa Trybunalskiego, Piotrów Tryb. 2006.
- Jaworska-Maćkowiak C., Maćkowiak T., Pomniki łódzkie. Historia w brązie i kamieniu, Łódź 2008.
- Kowalak Cz., Pomniki i tablice pamiątkowe w Legnicy po II wojnie światowej, Legnica 2012.
- Laskowski L., Pomniki Koszalina, Koszalin 2009.
- Michalski S., Public Monuments: Art in Political Bondage 1890-1997, London 1998.
- Netzel J., Gdyńskie pomniki Ofiar Grudnia ’70. Historia powstania, Gdynia 2012.
- Nijakowski L. M., Informator o spornych pomnikach niemieckich na Śląsku Opolskim, Warszawa 2005.
- Nowicka E., Parzych Cz., Ostrołęckie pomniki, Ostrołęka 1999.
- Ożóg Kazimierz S., Miedziany Pielgrzym. Pomniki Jana Pawła II w Polsce w latach 1980-2005, Państwowa Wyższa Szkoła Zawodowa w Głogowie 2007, s. 178, fot.
- Ożóg Kazimierz S., Rzeźbiarze lubelscy w konfrontacji z władzą ludową, [w:] Artyści lubelscy i ich galerie, red. Lechosław Lameński, Lublin 2004.
- Ożóg Kazimierz S., Pomniki Lublina 2014.
- Pazder J., Miejsce pomnika, [w:] Materiały do studiów nad sztuką XIX wieku, red. Janos Brendel, Poznań 1993.
- Peske R., Tu bije serce miasta. Pomnik Niepodległości w Pabianicach 1928-1998, Pabianice 1999.
- Pomnik Smoleński. Wystawa dokumentująca „Międzynarodowy konkurs na: Opracowanie koncepcji pomnika upamiętniającego ofiary katastrofy lotniczej, która miała miejsce pod Smoleńskiem 10 kwietnia 2010 r.”, red. H. Gajewska, Orońsko 2012.

- Przewoźnik A., Katyń. Cmentarze katyńskie, Warszawa 2010.
- Siomkajło A., Katyń w pomnikach świata: Katyn. Monuments around the world, Warszawa 2002.
- Wasilewski Z., Pomnik Mickiewicza w Warszawie 1897-1898, Warszawa 1899.
- Winglarek J. W., Tam, gdzie lwowskie śpią Orlęta..., Warszawa 2001.
- Zaborski M., Współczesne pomniki i miejsca pamięci w polskiej i niemieckiej kulturze politycznej, Toruń 2011.
- Ziółkiewicz A., Pomniki Torunia, Toruń 2002.